# NGC 6406
NGC 6406 este o galaxie situată în constelația Hercule. A fost descoperită în 10 iunie 1885 de către .